# Межзвёздный конкурс песни
«Межзвёздный ко́нкурс пе́сни» (англ. The Interstellar Song Contest) — шестой эпизод 15-го сезона британского научно-фантастического телесериала «Доктор Кто». Автор сценария — Джуно Доусон. Режиссёр эпизода — Бен А. Уильямс. Премьера эпизода состоялась 17 мая 2025 года на стриминговых сервисах BBC iPlayer и Disney+, а также на телеканале BBC One.
В этой серии Пятнадцатый Доктор (Шути Гатва) и Белинда Чандра (Варада Сету) посещают Межзвёздный конкурс песни, будущую версию Конкурса песни «Евровидение», где видят раскрывающийся план по убийству триллионов по всей Вселенной. Также в этой серии вернулись в сериал персонажи Сьюзен Форман в исполнении Кэрол Энн Форд и Рани.

## Сюжет
Доктор и Белинда прилетают на космическую станцию «Арена Гармония», где в 2925 году проходит 803-й Межзвёздный конкурс песни. Они остаются смотреть конкурс, а за ними втайне наблюдает миссис Флад. Доктор в последний раз берёт показания с виндикатора, устройства для возвращения Белинды на Землю. Малыш (англ. Kid) и Винн, два гуманоида с рогами из расы хеллионов (англ. Hellions, от hell — «ад»), захватывают режиссёрскую аппаратную и деактивируют защитный купол арены, отправив Доктора и большую часть гостей замерзать в космос. Винн спасает находящихся в VIP-капсулах, увидев в одной из них певицу Кору Сент-Бавье.
Доктору приходит видение его внучки Сьюзен Форман, благодаря которому он приходит в чувство и возвращается на станцию, где его встречают мужья — медбрат Майк и техник Гэри. Они втроём подключаются к системам станции. Тем временем Белинда встречает Кору и её помощника Лена, и они делают то же самое.
Доктор связывается с Малышом и узнаёт от него, что спонсор конкурса Корпорация уничтожила их планету Хеллию с медовыми маками ради своего ароматизатора мёда. Кора оказывается хеллионом: она скрывала насильно срезанные рога ради участия в конкурсе, поскольку вокруг хеллионов крутятся распространённые предубеждения. Малыш планирует с помощью смертоносной волны убить все три триллиона зрителей по всей Вселенной. Доктор достигает аппаратной комнаты и начинает пытать Малыша, но его останавливает Белинда, которая также приходит туда. Малыша и Винн арестовывают. С помощью криогенного аппарата Доктор и другие возвращают на станцию и реанимируют гостей конкурса. Конкурс отменяется, а Кора исполняет песню о Хеллии на родном языке и получает овации.
Голограмма Грэма Нортона сообщает Доктору и Белинде о том, что Земля была уничтожена 24 мая 2025 года, в ту дату, которую они стремятся вернуться. С помощью виндикатора они отправляются туда на ТАРДИС, но слышат сигналы тревоги, и двери машины времени взрываются.
В сцене посреди титров миссис Флад выходит из криогенного аппарата к Майку и Гэри и из-за смертельного обморожения проходит через бигенерацию, родив ещё одну инкарнацию. Две женщины раскрывают своё настоящее имя Повелительницы времени Рани.

## Производство

### Разработка
Серия написана сценаристкой и писательницей Джуно Доусон. Она ранее работала над аудиоисторией «Doctor Who: Redacted» (2022—2023) с Тринадцатым Доктором. Ей предложил в 2023 году написать сценарий шоураннер сериала Расселл Ти Дейвис, и задумка звучала как «„Крепкий орешек“ встречает „Евровидение“». Доусон сказала, что смотрела сериал в возрасте десяти лет с бабушкой, и писать сценарий было её мечтой. Её первой идеей для серии «Доктора Кто» была бы катастрофа, вдохновлённая фильмом «Приключение „Посейдона“», но это оказалось бы слишком дорого. Доусон и Дейвис совместно писали слова для песен, звучавших в эпизоде. Композитор Мюррей Голд сочинил музыку к песням, а также единолично стал автором идеи и создателем песни «Dugga Doo».

### Актёрский состав

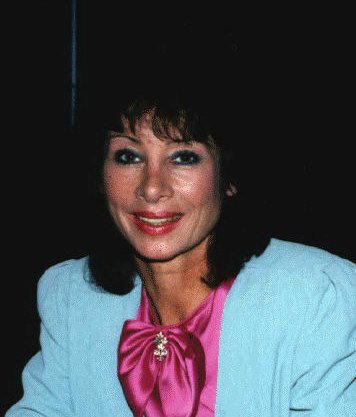
Кэрол Энн Форд (фото 1986 года) вернулась к роли Сьюзен Форман впервые в сериале с 1983 года.

Шути Гатва и Варада Сету сыграли главные роли пятнадцатой инкарнации Доктора и его спутницы Белинды Чандры. В качестве связи с «Евровидением» в эпизоде в ролях самих себя появились комментаторы «Евровидения» на Би-би-си Райлан Кларк (в роли ведущего шоу) и Грэм Нортон (в качестве голограммы). Также Гатва изначально должен был объявлять баллы британского жюри в финале «Евровидения-2025», однако он не смог, и его заменила певица Софи Эллис-Бекстор. Фредди Фокс сыграл в серии антагониста Малыша.
Кэрол Энн Форд вернулась к роли внучки Доктора Сьюзен Форман, спутницы Доктора с момента основания сериала с 1963 до 1964 года. В последний раз она появлялась в серии к 20-летию сериала «Пять Докторов» (1983), а также в благотворительном спецвыпуске к 30-летию «Измерения во времени» (1993). Дейвис впервые встретился с ней с предложением вернуться на премьере эпизода «Звёздный зверь» в ноябре 2023 года. По её словам, за возвращение ответственны фанаты. Сцены с Форд были сняты в ТАРДИС на закрытой площадке, и участникам съёмочной группы пришлось подписывать соглашение о неразглашении.
Анита Добсон появлялась в каждом эпизоде на протяжении сезона в роли таинственной миссис Флад, а в этой серии её личность была раскрыта как инкарнация Повелительницы времени Рани. Арчи Панджаби была введена в этой серии в роли следующей инкарнации Рани после процесса бигенерации. Кристина Ротондо, которая ранее исполнила песню «The Goblin Song» в серии «Церковь на Руби-роуд» (2023), сыграла в эпизоде певицу Лиз Лизардин с планеты Лизоко. Среди остальных актёров были Чарли Конду и Кадифф Кирван в ролях зрителей конкурса Гэри и Майка, Жюли Драй, Кируна Стамелл, Мириам-Тик Ли и Акемнджи Ндиферньян в ролях ведущей шоу Сабины, руководительницы аппаратной Нины Максвелл, певицы Коры Сент-Бавье и её помощника Лена соответственно.

### Съёмки
Многие из костюмов инопланетян были повторны использованы из более ранних серий, но в них были внесены изменения, чтобы они выглядели как новые расы. Для актёров применялись как простые маски, так и пластический грим. 6 марта 2024 года в павильоне Wolf Studios Wales прошли пробные съёмки. Серия снята режиссёром Беном А. Уильямсом. В серии Арена Гармония вмещала 100 тысяч зрителей, в то время как на съёмках было около ста актёров массовки. Каждый актёр был просканирован в цифровом виде для последующего монтажа в пост-продакшне.
Кадры с экранов в режиссёрской аппаратной были сняты за десять дней до съёмок в аппаратной. Сцена с бигенерацией была снята в павильоне № 6 Wolf Studios 10 мая 2024 года. Для съёмок этой сцены режиссёр Уильямс посмотрел закадровые съёмки эпизода «Смешок» (2023) из документального сериала «Doctor Who: Unleashed» с бигенерацией Четырнадцатого и Пятнадцатого Доктора. Для обеих сцен была использована та же стальная опора.

## Релиз и рейтинги
Премьера эпизода состоялась одновременно на стриминговых сервисах BBC iPlayer в Великобритании и Disney+ в остальном мире в 8:00 по британскому времени 17 мая 2025 года. На телеканале BBC One эпизод был показан в тот же день в 19:10. По поводу релиза на телевидении возникли сомнения, так как программа была поставлена между двумя прямыми трансляциями, Финалом Кубка Англии по футболу 2025, который мог задержаться из-за дополнительного времени, и финалом Конкурса песни «Евровидение-2025», который Би-би-си не могла начать транслировать позднее. По словам Дейвиса, продюсеры Би-би-си обсуждали с ним, стоит ли брать риск с трансляцией серии в этот день, но Дейвис настоял на этом. В итоге трансляция состоялась в запланированное время.
За вечер на телеканале BBC One эпизод собрал 2,57 млн зрителей. По рейтингам за вечер эпизод стал 3-й программой на британском телевидении, уступив только Финалу Кубка Англии по футболу и финалу Евровидения на BBC One. Спустя неделю полный рейтинг составил 3,754 миллиона зрителей, что стало самым высоким рейтингом среди эпизодов сезона. Серия стала по количеству зрителей 4-й среди программ недели на BBC One и 9-й программой недели на британском телевидении (7-й среди уникальных программ). Среди программ дня (субботы) эпизод стал 2-й по популярности программой дня на британском телевидении после трансляции финала Евровидения на BBC One.

## Критика
| Агрегированные оценки         | Агрегированные оценки |
| Источник                      | Рейтинг               |
| ----------------------------- | --------------------- |
| Rotten Tomatoes (Tomatometer) | 91 %                  |
| Оценки критиков               |                       |
| Источник                      | Рейтинг               |
| The A.V. Club                 | A-                    |
| Bleeding Cool                 | 9/10                  |
| GamesRadar+                   | [ 24 ]                |
| IGN                           | 8/10                  |
| The Telegraph                 | [ 26 ]                |
| Vulture                       | [ 27 ]                |

По данным агрегатора Rotten Tomatoes, 91 % из 11 обзоров были положительными.
Уилл Салмон в рецензии для «GamesRadar+» похвалил сценарий эпизода, персонажей и юмор, но покритиковал исполнение тёмной стороны Доктора, которая была, по его мнению, не достаточно оправдана сюжетом. Роберт Андерсон в отзыве для «IGN» хорошо оценил эпизод, отметив сценарий, гостевых актёров, в частности появление Кэрол Энн Форд, и политический контекст с хеллионами. Однако Андерсону показалось, что не все эмоциональные точки серии были успешными, и в особенности поспешными казались взаимоотношения между Белиндой и Доктором. Мартин Белам из «The Guardian» отметил с положительной точки зрения политический комментарий серии, отношения между Белиндой и Доктором и актёрскую игру Гатвы, но высказал мнение, что некоторые аспекты серии имеют смешанное воздействие на незнакомых с «Евровидением».
Стефан Мохамед в отзыве для «Den of Geek» дал эпизоду отрицательную оценку, сказав, что сильной стоороной являются второстепенные персонажи и отношения между Доктором и Белиндой, но для незнакомых с сериалом людей повторное появление Сьюзен приводило в замешательство, Малыш не оказался эффектным антагонистом, и действия Доктора к нему не были оправданы серией. Райан Вудроу из «Newsweek» сказал, что темп эпизода оказался слишком быстрым, чтобы эмоциональные моменты стали сильными: поспешными чувствовались сюжетный поворот вокруг Коры, эффективность хеллионов в качестве антагонистов и действия Доктора в отношении Малыша. Несмотря на это, он отметил актёрскую игру Гатвы и возвращение Рани. Дэниэл Купер из «Engadget» оценил темы серии и юмор, но раскритиковал серию за чувство скованности в её длительности.